# Hararge orientale
Hararge orientale è una delle zone amministrative in cui è suddivisa la Regione di Oromia in Etiopia.

## Woreda
La zona è composta da 24 woreda:
1. Aweday town
2. Babile
3. Babile town
4. Bedeno
5. Chinaksen
6. Deder
7. Deder town
8. Fedis
9. Girawa
10. Golo Oda
11. Goro Gutu
12. Goro Muti
13. Gursum
14. Haro Maya
15. Haromaya town
16. Jarso
17. Kersa
18. Kombolcha
19. Kumbi
20. Kurfa Chele
21. Melka Balo
22. Meta
23. Meyu Muleke
24. Midhaga Tola